# Sinecología
La Sinecología es la ciencia que estudia las relaciones entre las comunidades biológicas y entre los ecosistemas de la Tierra.
La sinecología es el estudio de comunidades, es decir medios ambientales individuales y las relaciones entre las especies que viven ahí. Estudia las relaciones entre diversas especies pertenecientes a un mismo grupo y el medio en el que vive.
Ecología de las comunidades o 'Sinecología' es una subdisciplina de la ecología que estudia la composición y estructura de las comunidades formadas por especies diferentes; los cambios que ocurren en el tiempo; las relaciones entre las especies de la comunidad, etc. (DR. Julio Valderas G. 2005)
La Sinecología (Schroter, 1902) analiza las relaciones entre los individuos pertenecientes a diversas especies de un grupo y su medio. El término Biocenótica (Gams, 1918) es prácticamente un sinónimo. 
El estudio sinecológico puede adoptar dos puntos de vista:
- El punto de vista estático (sinecología descriptiva), que consiste en describir los grupos de organismos existentes en un medio determinado. Obteniéndose así los conocimientos precisos sobre una composición específica de grupos, abundancia, frecuencia, constancia y distribución espacial de las especies constitutivas.

- El punto de vista dinámico (sinecología funcional), con dos aspectos. Se puede describir una evolución de dos grupos y examinar las influencias que los hacen aparecer en un lugar determinado.

Se puede también estudiar los transportes de materia y de energía entre los diversos constituyentes de un ecosistema, o que conduzca a las idea de cadena alimentaria, de pirámide, de biomasas y de energías, de productividad y de rendimiento. Esta última parte constituye lo que se llama "sinecología cuantitativa".